# 布赖地区阿韦讷
布赖地区阿韦讷（法語：Avesnes-en-Bray，法語發音：[avɛn ɑ̃ bʁɛ]）是法国诺曼底大区滨海塞纳省的一个市镇，属于迪耶普区。

## 地理
布赖地区阿韦讷（49°28'8"N, 1°40'21"E）面积11.9 平方千米，位于法国诺曼底大区滨海塞纳省，鲁昂以东约45千米，N31和D221公路交汇处。
与布赖地区阿韦讷接壤的市镇（或旧市镇、城区）包括：布赖地区埃尔伯夫、埃尔讷蒙拉维莱特、布赖地区古尔奈、蒙罗蒂。
布赖地区阿韦讷的时区为UTC+01:00、UTC+02:00（夏令时）。

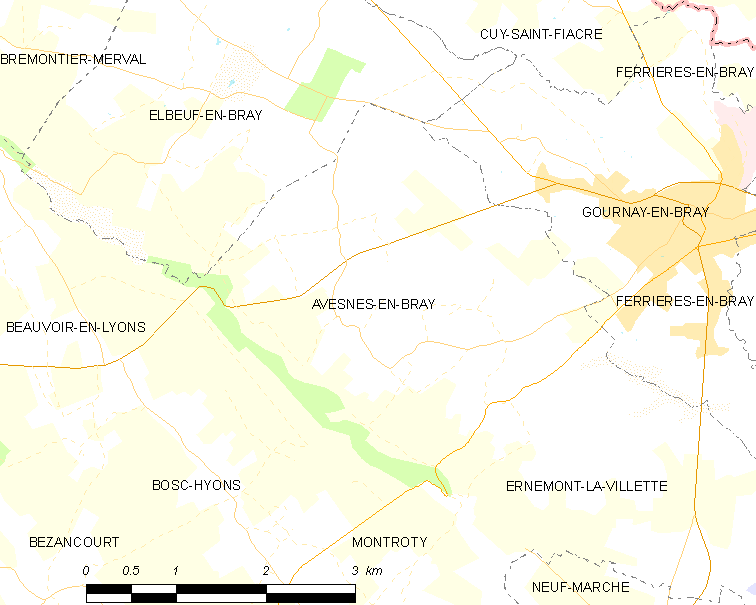
布赖地区阿韦讷的OSM定位图

## 行政
布赖地区阿韦讷的邮政编码为76220，INSEE市镇编码为76048。

## 政治
布赖地区阿韦讷所属的省级选区为布赖地区古尔奈县。

## 人口

1962-2008年间布赖地区阿韦讷人口变化图示

布赖地区阿韦讷于2022年1月1日时的人口数量为284人。